# Bibio dolichotarsus
Bibio dolichotarsus är en tvåvingeart som beskrevs av Yang 1997. Bibio dolichotarsus ingår i släktet Bibio och familjen hårmyggor. Inga underarter finns listade i Catalogue of Life.